# Podino
Podino (makedonska: Подино) är en ort i Nordmakedonien. Den ligger i kommunen Mogila, i den sydvästra delen av landet, 90 kilometer söder om huvudstaden Skopje. Podino ligger 661 meter över havet och antalet invånare är 134.